# El Chapopote
El Chapopote är en ort i Mexiko.   Den ligger i kommunen Chinameca och delstaten Veracruz, i den sydöstra delen av landet, 500 km öster om huvudstaden Mexico City. El Chapopote ligger 27 meter över havet och antalet invånare är 480.
Terrängen runt El Chapopote är platt. Runt El Chapopote är det ganska tätbefolkat, med 100 invånare per kvadratkilometer. Närmaste större samhälle är Minatitlán, 13,2 km sydost om El Chapopote. Omgivningarna runt El Chapopote är en mosaik av jordbruksmark och naturlig växtlighet.